# 29è Festival Internacional de Cinema de Berlín
El 29è Festival Internacional de Cinema de Berlín va tenir lloc entre el 20 de febrer i el 3 de març de 1979. L'Os d'Or fou atorgada a la pel·lícula alemanya David dirigida per Peter Lilienthal.
La pel·lícula de Michael Cimino The Deer Hunter fou retirada del festival després de l'abandó de nombrosos països del festival en protesta per la seva inclusió. Es va mostrar al festival una retrospectiva dedicada a Rodolfo Valentino.

## Jurat
El jurat del festival estaria format per les següents persones:

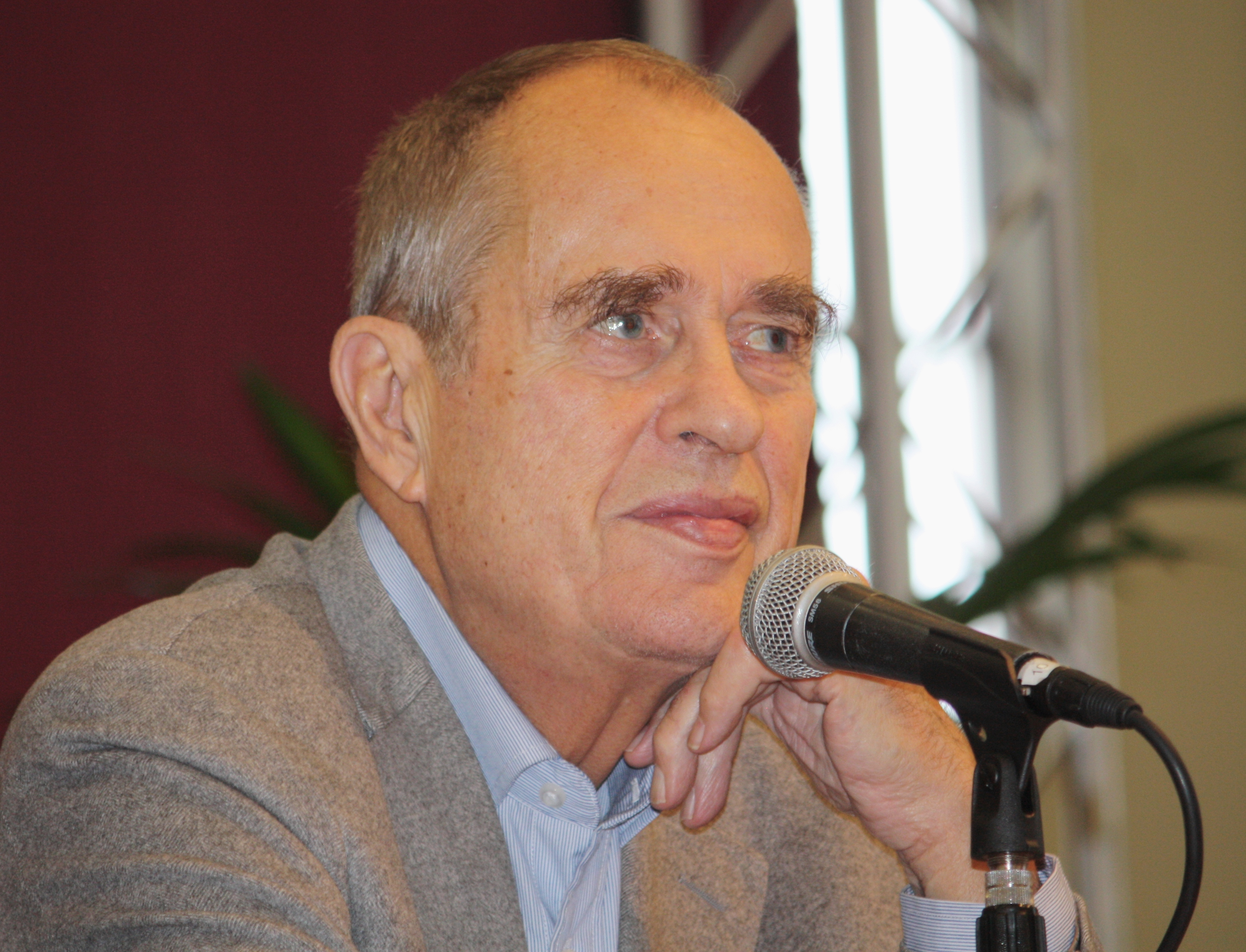
Jörn Donner, president del jurat

- Jörn Donner (president)
- Julie Christie
- Romain Gary
- Ingrid Caven
- Georg Alexander
- Liliana Cavani
- Paul Bartel
- Pál Gábor

## Pel·lícules en competició
Les següents pel·lícules van competir per l'Os d'Or:
| Títol original               | Director(s)              | País         |
| ---------------------------- | ------------------------ | ------------ |
| A ménesgazda                 | András Kovács            | Hongria      |
| David                        | Peter Lilienthal         | RFA          |
| Die Ehe der Maria Braun      | Rainer Werner Fassbinder | RFA          |
| Die erste Polka              | Klaus Emmerich           | RFA          |
| El corazón del bosque        | Manuel Gutiérrez Aragón  | Espanya      |
| Ernesto                      | Salvatore Samperi        | Itàlia       |
| Hardcore                     | Paul Schrader            | Estats Units |
| Iskanderija... lih           | Youssef Chahine          | Egipte       |
| Albert – warum?              | Josef Rödl               | Alemanya     |
| Kassbach – Ein Porträt       | Peter Patzak             | Àustria      |
| Kejsaren                     | Jösta Hagelbäck          | Suècia       |
| L'Adolescente                | Jeanne Moreau            | França       |
| L'amour en fuite             | François Truffaut        | França       |
| Meetings with Remarkable Men | Peter Brook              | Regne Unit   |
| Messidor                     | Alain Tanner             | Suïssa       |
| Movie Movie                  | Stanley Donen            | Estats Units |
| Nosferatu: Phantom der Nacht | Werner Herzog            | RFA          |
| Vinterbørn                   | Astrid Henning-Jensen    | Dinamarca    |

## Retrospectiva
Les següents pel·lícules foren mostrades en la retrospectiva dedicada a Rodolfo Valentino: 
| Títol original                      | Director(s)        | País         |
| ----------------------------------- | ------------------ | ------------ |
| Eyes of Youth                       | Albert Parker      | Estats Units |
| The Conquering Power                | Rex Ingram         | Estats Units |
| The Four Horsemen of the Apocalypse | Rex Ingram         | Estats Units |
| The Sheik                           | George Melford     | Estats Units |
| Monsieur Beaucaire                  | Sidney Olcott      | Estats Units |
| The Eagle                           | Clarence Brown     | Estats Units |
| All Night                           | Paul Powell        | Estats Units |
| Blood and Sand                      | Fred Niblo         | Estats Units |
| Moran of the Lady Letty             | George Melford     | Estats Units |
| The Son of the Sheik                | George Fitzmaurice | Estats Units |
| The Wonderful Chance                | George Archainbaud | Estats Units |

## Premis
El jurat va atorgar els següents premis:
- Os d'Or: David de Peter Lilienthal
- Os de Plata - Gran Premi del Jurat: Iskanderija... lih de Youssef Chahine
- Os de Plata a la millor direcció: Astrid Henning-Jensen per Vinterbørn
- Os de Plata a la millor interpretació femenina: Hanna Schygulla per Die Ehe der Maria Braun
- Os de Plata a la millor interpretació masculina: Michele Placido per Ernesto!
- Os de plata per a un assoliment singular excepcional:
  - Henning von Gierke per Nosferatu: Phantom der Nacht
  - Sten Holmberg per Kejsaren
- Os de Plata: Die Ehe der Maria Braun